# Hermann Reckendorf (Orientalist, 1863)
Hermann Reckendorf, eigentlich Salomon Reckendorf (* 5. Februar 1863 in Heidelberg; † 10. März 1924 in Freiburg im Breisgau), war Orientalist, Arabist, Literaturwissenschaftler und Professor an der Ruprecht-Karls-Universität Heidelberg und der Albert-Ludwigs-Universität Freiburg.
Reckendorfs Vater Hermann (1825–1875) war ebenfalls Orientalist und lehrte an der Universität Heidelberg. Salomon Reckendorf studierte zunächst an der Universität Straßburg semitische Sprachen unter Theodor Nöldeke, ebenso am Berliner Rabbinerseminar, wandte sich später jedoch von der Orthodoxie ab. Er wurde 1886 an der Universität Leipzig promoviert, 1888 habilitierte er sich an der Universität Freiburg. Beide Arbeiten erschienen noch unter dem Namen Salomon Reckendorf, später nannte er sich nach Abwendung von der Orthodoxie Hermann wie sein Vater.

## Schriften
- Ueber den Werth der altäthiopischen Pentateuchübersetzung für die Reconstruction der Septuaginta. Dissertation. In: Zeitschrift für die alttestamentliche Wissenschaft. Band 7, 1887, Heft 1, S. 61–90.
- Der aramäische Theil des palmyrenischen Zoll- und Steuertarifs. Habilitationsschrift. In: Zeitschrift der Deutschen Morgenländischen Gesellschaft. Band 42, 1888, S. 370–415 (Titelinfo).
- Zur Karakteristik der semitischen Sprachen. Leiden 1896.
- Die syntaktischen Verhältnisse des Arabischen. Leiden 1898; Nachdruck 1967.
- Mohammed und die Seinen. Leipzig 1907.
- Über Paronomasie in den semitischen Sprachen. Gießen 1909.
- Arabische Syntax. Heidelberg 1921; 2. Auflage ebenda 1977 (Titelinfo).